# Davide Mezzanotti
Davide Mezzanotti (Sansepolcro, 28 febbraio 1971) è un allenatore di calcio ed ex calciatore italiano, di ruolo difensore, vice allenatore del Gubbio.

## Carriera

### Calciatore
Cresciuto nel vivaio del Torino, debutta in Serie A con i granata il 17 marzo 1991 poco più che ventenne. Il 4 giugno 1991 prende parte, sostituendo Giorgio Venturin al 22' del secondo tempo, alla finale della Mitropa Cup poi vinta dal Torino, ai tempi supplementari, in un derby tutto italiano con il Pisa. Nell'estate 1991 viene ceduto alla Pro Sesto, in Serie C1, dove resta per due stagioni e gioca stabilmente tanto da meritare le attenzioni del Brescia, in Serie B; tra le rondinelle ottiene subito la promozione in serie A e rimane nella rosa per 3 stagioni. In seguito passa al Pescara in serie B, per poi tornare in serie A nelle file del Vicenza.
Successivamente giocherà in serie B anche con il Napoli, la Fermana, il Livorno e la Salernitana. Nell'estate 2004 viene acquisito dal Mantova, in Serie C1, dove vivrà una seconda giovinezza, giocando sempre titolare ed ottenendo la promozione in Serie B già alla prima annata, per poi rimanere tra le file dei virgiliani anche nelle due successive stagioni in cadetteria. Nella stagione 2007-2008 si trasferisce ad Arezzo, dove gioca con continuità e dove sigla (tra l'altro) un bel gol di testa contro la Sangiovannese.
Ha chiuso la carriera da giocatore in Serie D nella squadra della sua Sansepolcro.

### Allenatore
Nella stagione 2010-2011 ha allenato la Sansepolcro, e sulla cui panchina è ritornato nel 2012 dopo una parentesi al Castel Rigone, sempre in Serie D.
Dal 6 giugno 2013 allena l'Arezzo sempre in Serie D venendo esonerato poco dopo.
Ritorna al Sansepolcro nella stagione 2014/2015, anche quest'anno in Serie D.
Nell'ottobre del 2016, alla sesta giornata di campionato diviene allenatore del Levico, sempre in Serie D, senza riuscire a salvare la squadra (retrocessione dopo i playout con lo Scansorosciate).
La stagione successiva viene chiamato sulla panchina del Tuttocuoio, nel girone D di Serie D, terminando il Campionato al 14º posto. 
Il 23 luglio 2019 viene annunciato come nuovo allenatore del Città di Castello, militante nel campionato di Promozione Umbra.
Il 31 luglio 2020 si accorda con il Sansepolcro, militante in Eccellenza. Nel giugno dell'anno successivo arriva l'annuncio della società bianconera, che conferma il tecnico per la stagione successiva. Il 3 giugno 2022 il club bianconero comunica che il contratto del tecnico non verrà rinnovato. pochi giorni dopo viene ingaggiato dal Pordenone, appena retrocesso in Serie C, come vice di Domenico Di Carlo.  Vengono esonerati nel mese di marzo 2023, salvo essere richiamati un mese dopo.
L'11 luglio 2023, sempre come vice di Domenico Di Carlo, si trasferisce alla SPAL, neoretrocessa dalla Serie B. Il 2 ottobre 2023 vengono esonerati, salvo essere richiamati il 4 febbraio 2024, con la squadra scivolata al 18º posto in classifica. Segue Di Carlo anche nella stagione successiva nella doppia esperienza all'Ascoli. Il 3 ottobre 2024 vengono ufficializzati, in sostituzione dell'allenatore ad interim Cristian Daniel Ledesma, sottoscrivendo un accordo fino al 30 giugno 2025 con opzione di rinnovo per un ulteriore stagione. Il 24 gennaio 2025 vengono esonerati dopo la sconfitta con la Lucchese per 2-1, con la squadra marchigiana a ridosso della zona play-off; Il 13 marzo successivo vengono richiamati in seguito all'esonero di Cudini.
Nell' estate 2025 segue Di Carlo al Gubbio, in Serie C, sempre come vice. 

## Palmarès

### Competizioni nazionali
- Campionato italiano Serie C1: 1

Livorno: 2001-2002
- Serie B: 1

Torino: 1989-1990

### Competizioni internazionali
- Coppa Mitropa: 1

Torino: 1991
- Coppa Anglo-Italiana: 1

Brescia: 1993-1994